# Karolien Florijn
Karolien Florijn (Leiden, 6 de abril de 1998) es una deportista neerlandesa que compite en remo. Es hija de los remeros Antje Rehaag y Ronald Florijn, y su hermano Finn compite en el mismo deporte.
Participó en dos Juegos Olímpicos de Verano, obteniendo dos medallas, plata en Tokio 2020 (cuatro sin timonel) y oro en París 2024 (scull individual).
Ganó cuatro medallas en el Campeonato Mundial de Remo entre los años 2018 y 2023, y siete medallas en el Campeonato Europeo de Remo entre los años 2017 y 2023.

## Palmarés internacional
| Juegos Olímpicos   | Juegos Olímpicos         | Juegos Olímpicos  | Juegos Olímpicos   |
| Año                | Lugar                    | Medalla           | Prueba             |
| ------------------ | ------------------------ | ----------------- | ------------------ |
| 2020               | Tokio (Japón)            | Medalla de plata  | Cuatro sin timonel |
| 2024               | París (Francia)          | Medalla de oro    | Scull individual   |
| Campeonato Mundial |                          |                   |                    |
| Año                | Lugar                    | Medalla           | Prueba             |
| 2018               | Plovdiv (Bulgaria)       | Medalla de bronce | Cuatro scull       |
| 2019               | Ottensheim (Austria)     | Medalla de plata  | Cuatro sin timonel |
| 2022               | Račice (República Checa) | Medalla de oro    | Scull individual   |
| 2023               | Belgrado (Serbia)        | Medalla de oro    | Scull individual   |
| Campeonato Europeo |                          |                   |                    |
| Año                | Lugar                    | Medalla           | Prueba             |
| 2017               | Račice (República Checa) | Medalla de plata  | Ocho con timonel   |
| 2018               | Glasgow (Reino Unido)    | Medalla de bronce | Cuatro scull       |
| 2019               | Lucerna (Suiza)          | Medalla de oro    | Cuatro sin timonel |
| 2020               | Poznań (Polonia)         | Medalla de oro    | Cuatro sin timonel |
| 2021               | Varese (Italia)          | Medalla de oro    | Cuatro sin timonel |
| 2022               | Múnich (Alemania)        | Medalla de oro    | Scull individual   |
| 2023               | Bled (Eslovenia)         | Medalla de oro    | Scull individual   |